# Use Case Point-Methode
Die Use Case Points Methode  (UCP-Methode) ist eine Top-Down-Schätzmethode, die in frühen Projektphasen mit geringem Aufwand zur Schätzung von Aufwänden von Software-Entwicklungsprojekten verwendet werden kann. Die UCP-Methode basiert auf Überlegungen von Gustav Karner, der während seiner Diplomarbeit im Jahre 1993 eine algorithmische Schätzmethode entwickelte, um Kosten- bzw. Aufwandsschätzung in der Softwareentwicklung abzuschätzen.

## UCP-Methode nach Karner
Im Jahre 1993 entwickelte Gustav Karner in Zusammenarbeit mit der Firma Objectory in seiner Diplomarbeit die Use Case Points Methode (UCP-Methode). Karner betrachtete Use Cases und Aktoren, mit denen er die Use Case Points (UCP) errechnete, und sah darin ein Maß, den fachlich-funktionalen Umfang eines Softwaresystems zu beschreiben. Stehen darüber hinaus bezüglich Technik und Effizienz weitere Informationen zur Verfügung, lassen sich weitere Faktoren hinzuziehen. Damit lässt sich die Genauigkeit der Methode verbessern.

## Weitere Entwicklungen
Die Use Case Points Methode 2.0 (UCP-Methode 2.0) wurde in einer Masterarbeit in Zusammenarbeit mit der Hochschule München, der Universität Magdeburg und der Firma Capgemini sd&m im Jahr 2008 entwickelt. Die UCP-Methode 2.0 basiert weiterhin auf Use-Case-Points, nutzt aber zu deren Bildung verbesserte Zähl- und Berechnungsvorschriften sowie überarbeitete Faktoren. Diese wurden aufbauend auf COCOMO II, weiteren Verfahren aus der Literatur und der industriellen Praxis ein neues Kostenfaktor-Modell entwickelt.  Die Funktionsweise der UCP-Methode 2.0 ist in der zweiten Ausgabe des FORUM Betriebswirtschaft München veröffentlicht.
Die Lösung Use Case Points 3.0 (UCP 3.0) entstand in einer Dissertation an der Universität Paderborn in Zusammenarbeit mit der Firma Capgemini sd&m und wurde im Jahr 2009 veröffentlicht. In der Dissertation wurde ein modellbasiertes Vorgehen definiert, das unterschiedliche Spezifikationsformen auf eine neu entwickelte UCP-Sprache transformiert. Einzelne Beschreibungen in der UCP-Sprache können dann auf ein Größenmaß (Points) abgebildet werden. UCP 3.0 schafft zusammen mit einem Anwendungsleitfaden ein normiertes Verfahren für den Schätzprozess und zeigt in der industriellen Praxis ein hohes Maß an Reproduzierbarkeit mit deutlich verbesserter Schätzgenauigkeit.
Als Schwäche der UCP-Methode nach Karner wird gesehen, dass die Methode durch Karner nicht ausreichend kalibriert werden konnte, da hierfür keine statistisch ausreichende Anzahl von Projekte zur Regressionsanalyse zur Verfügung stand. Hinzu kommt, dass das lineare Modell der Methode die bei Softwareentwicklungsprojekten auftretenden negativen Skaleneffekte nicht berücksichtigen kann. Trotzdem bietet die Methode wesentliche Vorteile bei der Vermessung von Projekten in frühen Phasen, kann doch durch die vereinfachte Zählweise schnell die funktionale Größe des IT-Produkts bestimmt werden (FSM, functional size measurment, in diesem Fall UUCW + UAW). Das FSM kann dann mit statistisch validierten Modellen wie etwa COCOMO II kombiniert werden, um verlässlichere Schätzungen zu generieren.